# Begonia asperifolia
Espèce
Synonymes
- Begonia asperifolia var. asperifolia[1]

Begonia asperifolia est une espèce de plantes de la famille des Begoniaceae.
L'espèce fait partie de la section Diploclinium.
Elle a été décrite en 1927 par Edgar Irmscher (1887-1968).

## Répartition géographique
Cette espèce est originaire du pays suivant : Chine.

## Liste des variétés
Selon World Checklist of Selected Plant Families (WCSP) (5 février 2017), Catalogue of Life (5 février 2017) et Tropicos (5 février 2017) :
- variété Begonia asperifolia var. asperifolia
- variété Begonia asperifolia var. tomentosa T.T.Yu (1948)
- variété Begonia asperifolia var. unialata T.C.Ku (2007)